# Tillandsia
Тілландсія (Tillandsia) — рід трав'янистих епіфітних вічнозелених рослин родини бромелієвих. Налічується приблизно 700 видів. Ареал роду охоплює тропічні й субтропічні райони Америки (Аргентина, Чилі, Центральна Америка, Мексика, південні штати США). Деякі види використовуються як декоративно-листяні рослини.

## Назва
Рід був названий Карлом Ліннеєм на честь «батька фінської ботаніки» Еліаса Тілландса (1640—1693), професора медицини в Королівській академії Або. Лінней у своїй роботі Hortus Cliffortianus («Сад Кліффорда», 1 737), даючи опис роду Тілландсія, пише, що назва цього роду, що використовувалася Шарлем Плюм'є (Caraguata), є варварською, американською [узятою з місцевої мови], а тому вона згодом була замінена [самим же Ліннеєм] назвою Tillandsia в пам'ять про Еліаса Тілландса, «першого і єдиного ботаніка, який коли-небудь прославився в Фінляндії». Лінней вважав (як пізніше виявилося, помилково), що щільно розташовані лусочки на листках тілландсії служать для захисту рослин від води, а з «боязню води» була пов'язана історія про Тілландса: будучи студентом (і носячи прізвище Тілландер), він добирався зі Стокгольма до Турку морем — і на кораблі його так сильно заколисало, що в зворотний шлях він вирушив по суші, берегом Ботнічної затоки, в результаті йому довелося подолати шлях довжиною близько 2000 км (замість 300 км «безпосередньо» по морю); після цього він і змінив своє прізвище на Тілландс (від швед. till lands — «сушею», «по суші»).

## Деякі види
- Tillandsia fuchsii